# Protonemura elisabethae
Protonemura elisabethae är en bäcksländeart som beskrevs av Ravizza, C. 1976. Protonemura elisabethae ingår i släktet Protonemura och familjen kryssbäcksländor. Inga underarter finns listade i Catalogue of Life.